# Лестер Френк Ворд
Лестер Френк Ворд (Уорд, англ. Lester Frank Ward) (18 червня 1841, Джолієт — 18 квітня 1913, Вашингтон) — американський ботанік, палеонтолог і соціолог. Він був засновником психологічного еволюціонізму та психологізму в соціології США, першим президентом Американського соціологічного товариства (1906-1907). Наукову діяльність починав як геолог, палеонтолог, був одним з засновників палеоботаніки.
Фахівці справедливо відносять його до класиків соціології, засновників цієї науки в США, ставлять його ім'я поряд із О. Контом і Г. Спенсером. Ворд був піонером у впровадженні програм по соціології до вищої освіти США. Його переконання в тому, що суспільство можна науково контролювати, стало особливо привабливим для інтелектуалів під час так званої «ери прогресивізму» (1901-1914).

## Біографічні відомості
Народився майбутній учений 18 червня 1841 р. у м. Джолієт, штат Іллінойс, у сім'ї фермера. Він був наймолодшим з 10 дітей.
У 1869 р. закінчив Колумбійський коледж (пізніше — Університет Джорджа Вашингтона), отримавши ступінь бакалавра мистецтв. У 1871 р. він отримав ступінь бакалавра права та був прийнятий до колегії адвокатів Верховного суду округу Колумбія. У 1873 р. став магістром мистецтв.
У 1883 році він почав працювати геологом у Геологічній службі США, у 1892-1906 рр. працював у цій же організації на посаді палеонтолога. Протягом 1880-1890-х рр. Ворд написав 6 монографій і близько 150 статей з палеоботаніки та класифікації американської флори.
Відчувши інтерес до соціальної сфери, до проблем соціального реформування, він почав вивчати праці О. Конта та Г. Спенсера. Результатом його 12-річних досліджень суспільних відносин стало видання в 1883 р. двотомної «Динамічної соціології» (англ. Dynamic Sociology). Це була перша в США публікація, в назві якої було використано слово «соціологія», а її автор запропонував першу оригінальну («американську») систему соціологічного знання. Подальшого розвитку ідеї вченого отримали в таких його працях, як «Психічні фактори цивілізації» (англ. The Psycic Factors of Civilization, 1893), «Нариси соціології» (англ. Outlines of Sociology, 1898), «Чиста соціологія. Трактат про походження і спонтанний розвиток суспільства» (англ. Pure Sociology. A Treatise on the Origin and Spontaneous Development of Society, 1903), «Прикладна соціологія. Трактат про свідоме поліпшення суспільства суспільством» (англ. Applied Sociology. A Treatise on the Conscious Improvement of Society by Society, 1906) та ін.
Л. Ворд першим із американських учених був обраний у 1903 р. на посаду президента Міжнародного інституту соціології в Парижі. В 1905 р. він став одним із ініціаторів створення Американського соціологічного товариства, в 1906 р. був обраний першим президентом цієї організації. Тільки після цього він вирішив присвятити себе повністю соціологічній професії. Цього ж року вчений пішов у відставку з геологічної служби та у віці 65 років зайняв посаду професора в Браунському університеті, очолив кафедру соціології, де викладав до кінця свого життя. Тут Ворд у співавторстві з Д. Ділі опублікував знаменитий «Підручник з соціології» (англ. A Text-Book of Sociology). В останні роки свого життя вчений працював над книгою «Відблиски Космосу» (англ. Glimpses of the Cosmos), котра вийшла в 1913 р.
Помер Л. Ворд 18 квітня 1913 р. у Вашингтоні.

## Соціологічна теорія

### Переосмислення доробкуКонтатаСпенсера
Л. Ворд сприйняв та переосмислив багато положень й ідей О. Конта та Г. Спенсера, запропонувавши своє бачення соціології. Перш за все, вчений не задовольнився формулюванням Конта, що соціологія є наукою про порядок і прогрес. Він визначив предметом соціології людську творчість, досягнення — саме вони є головними соціальними явищами, які потрібно вивчати соціології. Ворд прагнув довести, що вивчення функції (а не структури), тобто того, що є соціальною діяльністю, є головним завданням соціології. Американський соціолог по-новому вирішив проблему структуралізації соціології, поклавши в її основу функціональний підхід. Він розділив соціологію на «чисту» (pure) та прикладну (applied). Його «чиста соціологія» є теоретичним вивченням суспільства, що включає соціальну статику та соціальну динаміку. Прикладна соціологія є власне практичною наукою. Перша встановлює принципи науки, друга вказує на дійсне або можливе застосування цих принципів до соціального вдосконалення, її мета — запропонувати людству програму вдосконалення суспільства.
Разом з тим Л. Ворд відкинув притаманний Г. Спенсеру біологізм та погляд на розвиток суспільства як на чисто природний процес. Він вважав, що соціальна еволюція у Г. Спенсера є еволюцією безособовою, вона виступає як саморозвиток суспільства, в якому відсутня свідома та доцільна діяльність людей. Американський соціолог критикує Спенсера за те, що у нього еволюція є процесом чисто генетичним, що в історії суспільства все робиться силою однієї природи й нічого не робиться людиною. Ворд негативно відносився до спроби Г. Спенсера постійно проводити аналогії між суспільством і організмом. Ідею біолого-еволюційної школи американський соціолог називає не лише теоретично хибною, але й практично шкідливою.

### Соціальні сили як об'єкт соціології
Вчений вважав, що соціологія повинна ґрунтуватися на принципах психології, а не біології, та зосереджував увагу на вивченні психологічних механізмів суспільного життя. Щоб стати наукою, заявив Ворд, соціологія повинна мати справу з «психічними силами», які є такими ж реальними та природними, як і фізичні сили. В суспільстві психічні сили стають соціальними силами та саме вони є дійсними причинами всіх соціальних явищ. Згідно з його теорією, соціальні сили — це людські мотиви. Під соціальним явищем учений розумів взаємодію, що викривала цілі, бажання, плани, які існують в головах індивідів. Первинними соціальними силами він вважав бажання, особливо голод і спрагу, які пов'язані з підтримкою життєдіяльності виду, а також сексуальні прагнення, що забезпечують продовження роду. На базі цих первинних потреб формуються більш складні соціогенетичні потреби, складовими яких є інтелектуальні, моральні та естетичні потреби. Реалізація цих потреб у творчій діяльності людини забезпечує на рівні «індивідуального телезису» розвиток суспільства.
Бажання людини виступає у нього як універсальний принцип одухотворення світу, як джерело будь-якої дії. Одні бажання звільняють людину від страждань, інші слугують джерелом задоволення. Взаємодія двох типів бажань є основою гармонії діяльності та буття людини.
Американський учений прийшов до висновку, що людство поки що знаходиться на тій стадії розвитку, коли життя більшою мірою регулюється законами, обумовленими природою людини, ніж законами, які формуються самим суспільством. У майбутньому роль останніх значно збільшиться, проте це відбудеться завдяки вродженим якостям індивідів.

### Факторицивілізаціїтасоціальна еволюція
Особливого значення Л. Ворд надав аналізу психічних факторів цивілізації, які він розділив на три основні групи: суб'єктивні, об'єктивні та синтез соціальних факторів. При цьому, до суб'єктивних факторів він відносив різні галузі філософії, психології, почуття, волю тощо; до об'єктивних — інтуїцію, винахідливість, «творчий» і «спекулятивний» генії, інтелект; до синтезу соціальних факторів — «економію природи» та «економію духу», меліоризм, соціальну свідомість, соціальну волю, соціальний інтелект і соціократію.
Посилаючись на Ч. Дарвіна та Г. Спенсера, вчений стверджував, що еволюція проходить ряд послідовних стадій. Вона починається як космогенез, який охоплює Всесвіт, в певний момент з'являється новий феномен — життя, виникає новий еволюційний механізм — біогенез, який доповнює космогенез. Із появою людства поряд із космогенезом і біогенезом починає діяти механізм, який має за основу розум, — антропогенез. Врешті решт, із утворенням суспільства з'являється новий механізм соціальної еволюції — соціогенез. В основі цих етапів, пише Ворд, знаходяться три «великих космічних кризи», що відбулися в різні геологічні епохи: зародження життя, зародження почуттів і зародження інтелекту або розуму.

#### «Генезис»та «телезис»
Соціогенез, отже, синтезує всі природні та соціальні сили, одночасно маючи певні почуття та раціональну мету. Від природних процесів соціальне життя відрізняється, за Вордом, перш за все телічним (від грец. τέλος — ціль), тобто цілеспрямованим і творчим характером. Основна ідея Ворда полягає в тому, що соціальна еволюція після закінчення стадії антропогенезу роздвоюється та може здійснюватися в формі або «генетичного», або «телеологічного» процесу. «Генетичний» процес є спонтанним, тоді як «телеологічний» передбачає можливості свідомого впливу на хід соціальної еволюції, розумного конструювання майбутнього на основі передбачення та планування. Природа — царство генезису, тобто жорсткого детермінізму, еволюції живого відповідно до непорушних біологічних законів. Суспільство — царство телезису, тобто індивідуальної свободи, приватного підприємництва, які управляються розумно поставленими цілями та законами. Коли людина не може управляти почуттями, нею керує «генезис», вона перебуває під владою природної стихії. Коли ж людина підкоряє почуття розуму та свідомій меті, вона знаходиться під владою «телезису».
Чиста, або теоретична соціологія має справу з «генезисом», тобто з джерелами та процесом розвитку соціальних явищ. Прикладна або практична соціологія вивчає «телезис» — зміни в суспільстві, котрі є наслідком свідомого втручання людини, цілеспрямованого та творчого впливу людей на суспільні явища.
Л. Ворд виділив два етапи в розвитку соціального телезису. В минулому звичайною формою телеологічної дії був індивідуальний телезис, оскільки індивідам завжди було притаманне прагнення до підвищення особистого добробуту. В майбутньому поступово запанує колективний телезис, прояви якого вчений вбачав уже в сучасному йому світі. За допомогою інтелекту будуть створені соціальний контроль і відповідні інституції, котрі дадуть можливість задовольнити людські потреби вже на груповому рівні.

#### Рольконкуренціївсуспільному розвитку
Розглядаючи матеріальні бажання, Л. Ворд вважав працю неприродним і обтяжливим обов'язком, який обумовлений лише зовнішньою необхідністю. Власність і прагнення до збагачення, незважаючи на їхні негативні наслідки, здавалися йому незмінними стимулами суспільного розвитку, оскільки вони пов'язані з притаманним людській свідомості егоїзмом, а конкуренція — природним законом розвитку. Проте, в розумінні такого соціального феномена, як конкуренція, вчений відмовляється від тези Г. Спенсера про аналогію явищ природного відбору та соціальної конкуренції. Для нього ці два процеси схожі лише своїми результатами (виживають найбільш пристосовані індивіди та сильні види), але відмінні за механізмом. У соціальній конкуренції долається тваринний егоїзм індивіда, вирішальною силою стає інтелект, завдяки якому формуються більш складні людські потреби. Тут інтелект виступає як вирішальна сила та невід'ємний фактор соціальності. Пристосовуваність тварини не знає мети, а інтелект цілепокладанням будує свої відносини з середовищем, забезпечуючи своє виживання. Цілепокладання, в свою чергу, передбачає розрахунок.
На думку американського соціолога, на певному історичному етапі саме розрахунок диктує виникнення особливої форми соціальної конкуренції, а саме — конкуренції корпорацій, де досягнення індивідуальної вигоди має суспільний, регульований характер. Таким чином, соціальна конкуренція не є більш стихійним змаганням, простим зіткненням індивідів. Під час регульованої соціальної конкуренції здійснюється досягнення суспільно значимих цілей.
Поряд із проголошенням переваг регуляції у відношенні до соціальної конкуренції, Л. Ворд проводив думку і про зміну розуміння індивідуалізму. Справа в тому, що, акцентуючи увагу на соціальній регуляції конкуренції, він, тим самим, створював передумову для розуміння єдності розвитку корпоративності в суспільних відносинах і розгортання особистісної індивідуальності. Розвиток соціальної конкуренції, конкуренції груп, за його логікою, призводить до прогресу, який пов'язаний із удосконаленням людських здібностей. Л. Ворд вважав, що вільна конкуренція можлива лише за наявності соціальної регуляції.

#### Основні рушіїсуспільного прогресу
Л. Ворд критикував самнерівсько-спенсерівське трактування соціального прогресу як автоматичного, такого, що сам розгортається, здійснюється за допомогою сил, які виходять за межі людських можливостей. Йому належить одна з найфундаментальніших ідей, розроблених в кінці XIX століття, згідно з якою соціальний прогрес (або щастя) може настати тільки через всезагальну освіту мас. Американський учений одним із перших обґрунтував тезу, що саме освіта дозволить сформувати механізм свідомого контролю та докорінно змінити еволюційний механізм; вона є фактором, який здатний прокласти шлях до врегулювання соціальних відносин.

### Класові відносини та вчення про соціальниймеліоризм
Американський соціолог активно цікавився проблемами класових відносин, аналізуючи класову структуру суспільства у всіх своїх фундаментальних працях і статтях. Він стверджував, що вирішальну роль у соціальній нерівності відіграють життєві обставини. Вчений прийшов до висновку, що суспільний розкол на освічених і неосвічених в результаті призводить до наявності класу експлуатованих і експлуататорів.
Ідеї Л. Ворда про освіту стали основою його вчення про соціальний меліоризм, яке покликане до визначення шляхів урегулювання процесу класової диференціації та досягнення соціального консенсусу. Саме реформа освіти, на його думку, могла б сприяти усуненню класових антагонізмів у суспільстві. Л. Ворд «наповнював» соціологію гуманістичним змістом і виступав з позицій соціального реформування суспільства. Вчений прагнув науково обґрунтувати вчення про шляхи мирного, еволюційного — в результаті здійснення «соціального меліоризму» — усунення соціальної нерівності й інших соціальних вад.
Як найважливіший компонент суспільного життя Л. Ворд розглядав державу, яка виникає, на його думку, поряд з такими соціальними інституціями, як класи, право тощо з боротьби рас. Вважаючи, що відмінність між виробниками та невиробниками утворює найбільш важливий соціальний поділ, він підтримував профспілковий рух, симпатизував пролетаріату та виступав за рівність класів. Учений вважав необхідним широке втручання держави у життя суспільства та бачив у ній інструмент соціального регулювання, за допомогою якого можна подолати негативні сторони капіталістичного розвитку.
Разом з тим, американський соціолог негативно відносився до соціалізму та соціально-політичної доктрини К. Маркса. Вчений створив теоретичну основу для політики соціального реформізму, що спрямована на заміну приватних монополій «свідомою кооперацією». Його теоретична база соціального реформізму була певною мірою продовженням соціократичних ідей О. Конта. Ворд покладав надії на «колективний розум» суспільства, який повинен за допомогою соціальних наук спрямовувати хід суспільного розвитку. В зв'язку з цим учений широко популяризував соціологію й підкреслював значення наукових соціологічних досліджень та соціального планування для майбутнього процвітання людства. Соціальні науки, на думку американського соціолога, відкриваючи закони суспільного розвитку, повинні забезпечувати теоретичну базу для соціальних реформ.
Ідеї Л. Ворда в подальшому розвинув у своїх працях Франклін Ґідінґс, вони відобразилися в перших американських соціологічних підручниках.